# 1600-talet f.Kr.
Denna artikel handlar om seklet 1600-talet f.Kr., åren 1699-1600 f.Kr. För decenniet 1600-talet f.Kr., åren 1609-1600 f.Kr., se 1600-talet f.Kr. (decennium).

## Händelser
- Den minoiska eruptionen ödelägger Santorini ca 1620-talet f.Kr.[1]
- Indoarierna invandrar till indiska halvön.
- Edwin Smith-papyrusen nedtecknas.

## Födda
- Shang Tang, Shangdynastins förste kejsare.

## Avlidna
- 1686 f.Kr. – 16 juni – Hammurabi (enligt kort kronologi) [1]

### Fotnoter
1. 1 2  ”Chronology of World History”. Arkiverad från originalet den 18 oktober 2011. https://web.archive.org/web/20111018123038/http://www.islandnet.com/~KPOLSSON/worldhis/index.htm. Läst 18 juli 2011.